# Рефаимы
Рефаимы (др.-евр. רְפָאִים‬; латинизированное написание: rĕphåʾîm; финикийский: 𐤓𐤐𐤀𐤌 rpʼm), Рафаимы — слово из Еврейской Библии (Танаха), также встречается в нееврейских древних текстах Ханаана. 
Слово «рефаимы» относится либо к людям высокого роста (исполины, «великаны»), либо к мёртвым (умершим) предкам, которые являются обитателями подземного мира.

## Этимология
«Рефаимы» изначально множественное число мужской род — русская транскрипция еврейского слова ивр. רפאים‎. В Септуагинте и Вульгате переводилось как «гиганты». Также слово «рефаимы» в нарицательном употреблении стало синонимом словам: «нечестивцы», «тираны» и «гиганты».
В русском Синодальном переводе слово «рефаимы» переведено как «мертвецы» (прим.: Притчи), в остальных случаях использована русская транскрипция слова רפאים — рефаим.

Прит. 21:16 — Человек, сбившийся с пути разума, водворится в собрании мертвецов. 

Прит. 2:18 — Дом её ведет к смерти, и стези её — к мертвецам; 

Ис. 26:19 с номерами Стронга — Оживут 02421 08799 мертвецы 04191 08801 Твои, восстанут 06965 08799 мёртвые 05038 0 тела 05038 0! Воспряните 06974 08685 и торжествуйте 07442 08761, поверженные 07931 08802 в прахе 06083: ибо роса 02919 Твоя — роса 02919 растений 0219, и земля 0776 извергнет 05307 08686 мертвецов 07496 (Рефаимы, духи мёртвых).
Евреи называли высокорослые племена мертвецами (рефаимы), полагая, что мёртвые восстали, так как они не забыли исполинов (нефилимов), которые жили до Всемирного потопа и погибли.

Иов. 26:5 — Рефаимы трепещут под водами, и живущие в них.

## Происхождение рефаимов
Согласно легендам, рефаимы встречались в земле Ханаанской, в земле потомков Ханаана (сына Хама).
По одной из мифологических версий, это дети хананейских женщин и падших ангелов. Падшие ангелы приходили к ним во время ритуальных оргий возле священных деревьев. Хананеи принимали их за богов, а родившихся существ за детей богов.
В подтверждение существования этой легенды приводят библейский стих:

1Пар. 20:4 — «Совохай Хушатянин поразил Сафа, одного из потомков Рефаимов. И они усмирились».
В еврейской Библии (Танах) «из потомков рефаимов» переводится как «из потомков мертвецов». Библия говорит о них, что они не воскреснут:

Ис. 26:14 — Мёртвые не оживут; рефаимы не встанут, потому что Ты посетил и истребил их, и уничтожил всякую память о них. 
Рефаимов иногда отождествляют с нефилимами, но их происхождение несколько отличается:
- Нефилимы — дети женщин и ангелов-Стражей (в апокрифических Книге Еноха и Книге Юбилеев).
- Рефаимы — дети женщин и падших ангелов, согрешившие Стражи не могли быть отцами, так как они уже были связаны до Судного Дня (Енох 2:41-43, Иуд. 1:6.)

Разное происхождение от отцов может быть причиной различий в их росте.

## Описание
Рефаимы (ивр. רפאים‎) — библейский народ великанов, живших во времена Авраама (Быт. 14:5, Быт. 15:20). Обитали они как в Земле Израиля, так и за рекой Иордан (Моав). Моавитяне называли их эмимами (Втор. 2:11), а аммонитяне — замзумимами (Второзаконие 2:20). В Библии рефаимы упоминаются и под другими названиями, в частности, как анакиты (сыны Анака или Энака, Чис. 13:33, Втор. 1:28) или авим.
Потомки Рефаимов существовали спустя ещё долгое время. Царь Ог во времена Моисея происходил от них (Втор. 3:11). Во времена Давида несколько потомков Рефаимов жили в Гефе и воевали на стороне филистимлян (2Цар. 21:22).
Пророк Исаия пишет, что Господь истребил их и уничтожил всякую память о них (Ис. 26:14).
Рефаимы, как говорят апокрифические сказания, страшные чудовища ростом в 18 локтей, с 16 рядами зубов, по 6 пальцев на руках и ногах. Они отличались высоким ростом и большой силой. Одним из самых знаменитых великанов-рефаимов был Голиаф, которого победил Давид.

2Цар. 21:20, 21 — "… Было ещё сражение в Гефе; и был там один человек рослый, имевший по шести пальцев на руках и на ногах, всего двадцать четыре, также из потомков Рефаимов, и он поносил Израильтян; но его убил Ионафан, сын Сафая, брата Давидова.
см. также 1Пар. 20:6, 7

## Памятники
В память о рефаимах получили название мегалит Колесо духов (Гальгаль-Рефаим) и Долина Рефаимов (Эмек Рефаим) возле Иерусалима, а также крупная одноимённая улица в Иерусалимe.